# Slovačka ženska softbolska reprezentacija
Slovačka ženska softbolska reprezentacija predstavlja državu Slovačku u športu softbolu.
Krovna organizacija: 

## Sudjelovanja na EP
- Rovereto 1979.: nisu sudjelovale
- Haarlem 1981.: nisu sudjelovale
- Parma 1983.: nisu sudjelovale
- Antwerpen/Anvers 1984.: nisu sudjelovale
- Antwerpen/Anvers 1986.: nisu sudjelovale
- Hørsholm 1988.: nisu sudjelovale
- Genova 1990.: sudjelovale kao dio ČSR
- Bussum 1992.: sudjelovale kao dio ČSR
- Settimo Torinese 1995.: 9.
- divizija "B", Prag 1997.: 3.
- divizija "B", Antwerpen/Anvers 1999.: 7.
- divizija "B", Beč 2001.: 3.
- divizija "B", Caronno, Pertusella-Saronno, Italija 2003.: 3.
- divizija "B", Prag 2005.: 1. (plasirale se u "A" diviziju)
- divizija "A", Amsterdam 2007.: 8.